# Những người bị loạn sắc tố mống mắt
Đây là danh sách những người đã được ghi nhận là có loạn sắc tố mống mắt, một điều kiện khi mỗi con mắt có một màu khác nhau.

## Diễn viên
- Gracie Allen[1][2]
- Dan Aykroyd[3][4]
- Àstrid Bergès-Frisbey[5]
- Elizabeth Berkley[6]
- Kate Bosworth[7][8]
- Henry Cavill
- Garrett Clayton[9]
- Benedict Cumberbatch[10]
- Robert Downey, Jr.
- Norma Eberhardt
- Alice Eve
- James Forde[11]
- Alyson Hannigan
- Josh Henderson[12]
- Liam James[13]
- Mila Kunis[14]
- Jonathan Rhys Meyers[15]
- Colleen Moore[16]
- Simon Pegg
- Joe Pesci
- Jane Seymour[17]
- Dominic Sherwood[18]
- Kiefer Sutherland[19]
- Christopher Walken[20][21]
- Olivia Wilde

## Vận động viên và huấn luyện viên
- Shawn Horcoff[22]
- Oded Kattash[23]
- Ilya Kovalchuk[24]
- Jens Pulver[25][26]
- Max Scherzer[27][28]
- Michael Schwimer
- Shane Warne[29]

## Tác giả, nhà thơ và nhà văn
- Johann Wolfgang Goethe[30]
- Les Murray[31]
- Pacho O'Donnell[32]

## Vũ công
- Michael Flatley[33]

## Nhạc sĩ, ca sĩ
- David Bowie[34][35][36][37][38]{{Refn|(Bowie's status was ambiguous. Some sources indicate that Bowie's appearance resulted only from a permanently dilated pupil, and not from heterochromia.[4][39]

## Chính trị gia
- Alexander the Great[40][41]
- Anastasius I of the Byzantine Empire[42]
- Harry M. Daugherty[43]
- Terry McAuliffe[44][13]

## Nhà khoa học
- Louis Émile Javal[45]

## Những người khác
- David Headley, AKA "Daood Sayed Gilani"[46]
- Sarah Đỉnh, người mẫu Mỹ[47]